# Lwange (cours d'eau)
La Lwange aussi écrit Loange (ou Luangue en portugais) est une rivière de l’Angola et de la république démocratique du Congo. C'est un affluent du Kasaï, et donc un sous-affluent du fleuve Congo.